# De vurige regenboog
De vurige regenboog is een  stripverhaal uit de reeks van Jerom.

## Locaties
Dit verhaal speelt zich af op de volgende locaties:
- de Morotari-burcht

## Personages
In dit verhaal spelen de volgende personages mee:
- Jerom, professor Barabas, tante Sidonia, Arthur, professor, mensen

## Het verhaal
Tante Sidonia wil meer kleur in de burcht en houdt van rood, terwijl Jerom liever geel heeft. Dan komt Odilon binnen, hij heeft een groene kat gevonden bij de boskant. Professor Barabas wil het dier onderzoeken, want hij kan geen sporen van verf ontdekken. Dan blijken de rode geraniums van tante Sidonia geel geworden te zijn. De vrienden volgen de kat en zien dat de auto van tante Sidonia ook geel is geworden. Dan ontdekken ze een grote regenboog en de vrienden veranderen ook van kleur. Tante Sidonia wordt rood, professor Barabas is groen, Arthur wordt blauw en Jerom en Odilon worden beide geel. 
Professor Barabas wil de regenboog onderzoeken met zijn apparaten, maar dan gaat de regenboog er vandoor. Jerom en Odilon volgen de regenboog op de motor en proberen de atoomstraal uit, maar deze heeft geen effect op de regenboog. Jerom vangt de regenboog met een lasso en knoopt er een strik in, maar dan verdwijnt de regenboog opeens. Professor Barabas ontwerpt een straalmachine om de regenboog onder controle te krijgen. Odilon probeert het apparaat en maakt van een gordijn een vliegend tapijt. In een ander laboratorium heeft de professor zijn regenboog eindelijk weer uit de knoop gekregen en er ontstaan rellen bij de mensen die allen een kleur hebben aangenomen.
Jerom en Odilon gebruiken de nieuwe straalmachine om de mensen in de lucht te trekken en vreedzaam met elkaar samen te leven. Dan zien ze de andere regenboog, maar de straalmachine kan niet op twee plekken tegelijk werken. Jerom fixeert de regenboog met zijn X-stralen en ontmoet de professor die de regenboog ontworpen heeft. Hij wilde bloemen nog mooiere kleuren geen en vruchten mee zonne-vitaminen. Deze professor werkt samen met de vrienden om de beide regenbogen in elkaar te laten schuiven en de mensen komen weer in hun normale uiterlijk terug op aarde. 